# Као (остров)
Као (англ. и тонг. Kao) — вулканический остров в островной группе Хаапай (Королевство Тонга). Расположен в 5 км к северо-востоку острова Тофуа и в 160 км к северу от острова Тонгатапу.

## География

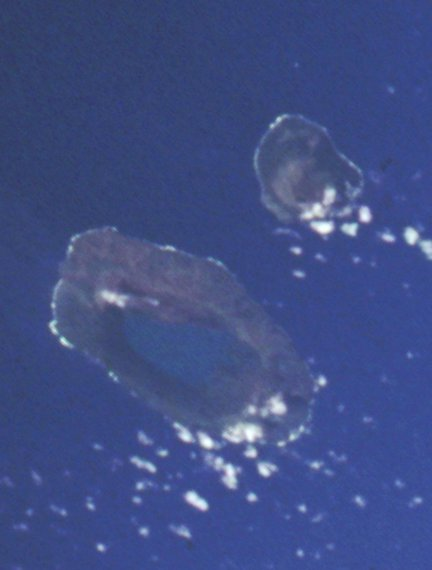
Снимок из космоса островов Као (Маленький) и Тофуа (Большой)

Остров имеет симметричную конусообразную форму. Высшая точка Као достигает высоты 1046 м (это высшая точка Королевства Тонга). В небольшом кратере вулкана расположено пресноводное озеро. Площадь суши составляет 11,6 км².

## История
Као был открыт в 1774 году английским путешественником Джеймсом Куком.